# Воскресенский сельсовет (Татарская АССР)
Воскресенский сельсовет — административно-территориальная единица в Казанской губернии и Татарской АССР. 
Административный центр — Воскресенское.
Образован в 1918 году в составе Воскресенской волости Казанского уезда той же губернии (с 1920 года в составе той же волости Арского кантона Татарской АССР). В 1924 году к сельсовету отходит часть Жировского сельсовета, не вошедшая в состав Казани. При частичном районировании Татарской АССР в 1927 году сельсовет, как и вся волость, вошёл в состав Казанского района.
В июле 1932 года упразднён, населённые пункты включены в состав Казани.
Население сельсовета составляло 243 чел. в 1920 году, 490 чел. в 1922 году, 627 чел. в 1927 году.

### Комментарии
1. ↑  Примечание источника: Населённые пункты, имеющие менее 50 жителей, указаны не все
2. ↑  Примечание источника: Очень мелкие населённые пункты (кордоны, сторожки, и.т.д.) не включены